# Lotte Strauss (Autorin)
Lotte Strauss (auch Lotte Strauß-Kahle, geboren als Lotte Schloß am 2. August 1913 in Salzkotten; gestorben 6. September 2020 in New York City) war eine deutschamerikanische Autorin.

## Leben
Lotte Schloß war eine Tochter von Louis Schloß und Johanna Bildesheim. Die Familie zog 1920 nach Wolfenbüttel, wo Schloß die Anna-Vorwerk-Oberschule besuchte. Schloß kam 1932 nach Berlin, heiratete und hieß nun Lotte Kahle; die Ehe wurde wieder geschieden. Nach der Machtübergabe an die Nationalsozialisten versuchte sie, beruflich in Mailand Fuß zu fassen, was ihr aber nicht gelang, und sie kehrte nach Deutschland zurück. Der Plan, nach Großbritannien auszuwandern, wurde bei Kriegsbeginn hinfällig. Ihrem Bruder Helmut Schloss (1915–1991) gelang 1937 die Emigration nach Palästina.
Im Zweiten Weltkrieg wurde sie als jüdische Zwangsarbeiterin in einem Rüstungsbetrieb dienstverpflichtet. Sie lernte Herbert Arthur Strauss (1918–2005) kennen. Als ihre Eltern im Oktober 1942 nach Riga deportiert und dort ermordet wurden, gingen beide in Berlin in die Illegalität und wurden zunächst von August Sapandowski versteckt. Kahle gelang am 2. Mai 1943 die Flucht von Berlin aus über die Grüne Grenze bei Gottmadingen in die Schweiz. Ihre Flucht wurde in Berlin von der Fluchthelferin Luise Meier und beim Grenzübertritt von Josef Höfler organisiert. Bald darauf wurde auch Herbert Strauss über die Grenze gebracht. Da sie in den Kanton Schaffhausen gelangt waren, wurden sie nicht ausgeschafft, was in anderen Schweizer Grenzkantonen häufig vorkam, sondern in der Schweiz interniert. 1944 heirateten sie und konnten 1946 in die USA emigrieren. Dort wurde 1946 die Tochter Jane Helen Strauss geboren.
Lotte Strauss arbeitete für einige Zeit als Verwaltungsangestellte bei der League of Women Voters im Staat New York. Von 1982 bis 1990 hielt sie sich in Deutschland auf, als ihr Mann an der TU Berlin als Gründungsdirektor das Zentrum für Antisemitismusforschung aufbaute. Strauss veröffentlichte 1997 ihre Erinnerungen an die Zeit in Deutschland bis zu ihrer Flucht im Jahr 1943 unter dem Titel Over the Green Hill.

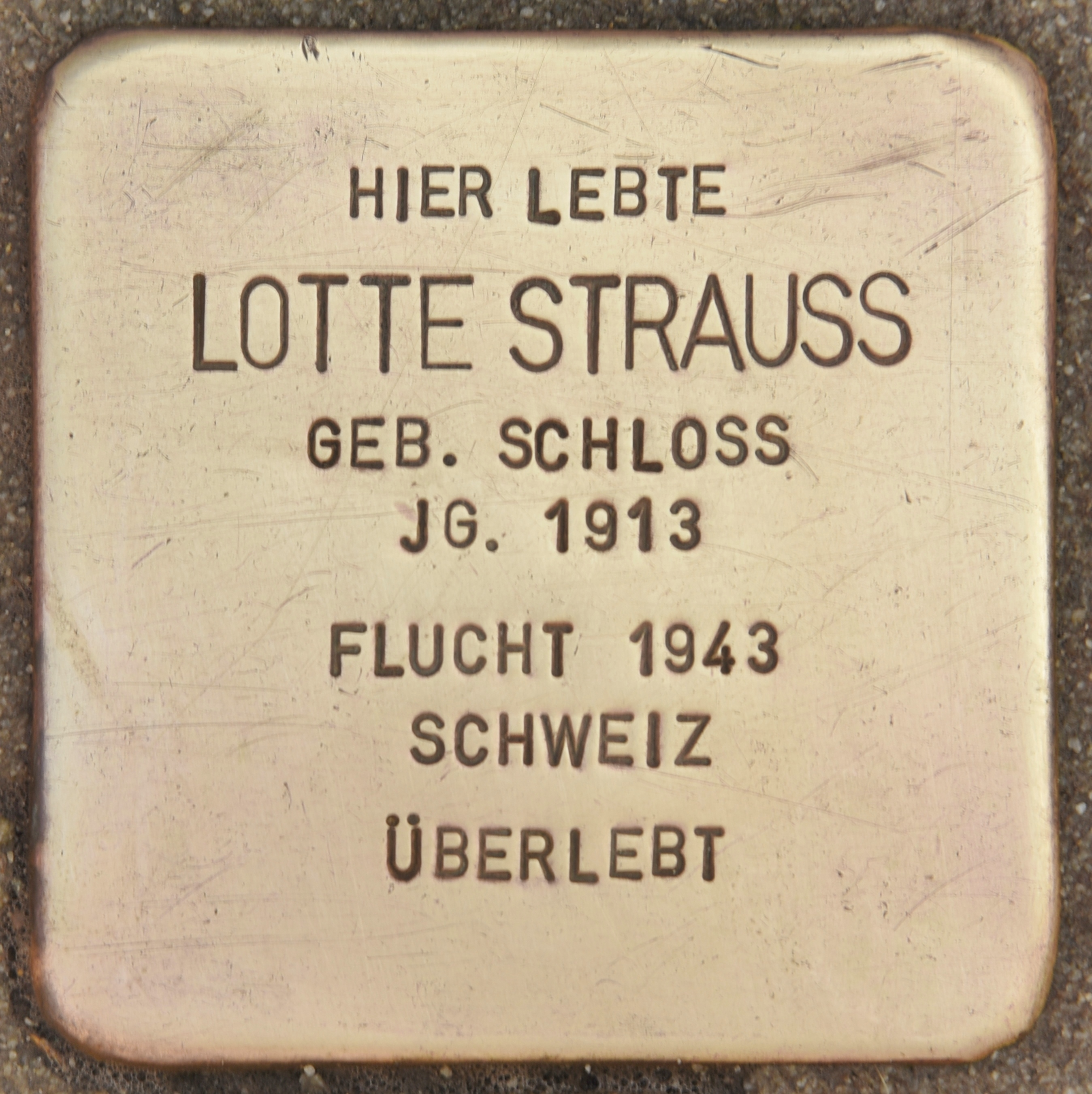
Wolfenbüttel (2012)

In Wolfenbüttel wurden 2012 Stolpersteine für sie und ihre Familienangehörigen verlegt.

## Autobiografie
- We Were German Jews. Video mit Herbert Arthur Strauss und Lotte Strauss, 1981. San Francisco : Kanopy Streaming, Michael Blackwood Productions, 2019, 59 min
- Over the Green Hill. A German Jewish Memoir, 1913–1943. New York : Fordham Univ. Press, 1999
  - Über den grünen Hügel : Erinnerungen an Deutschland. Übersetzung Irmtrud Wojak und Irmhild Wojak. Berlin : Metropol, 1997 ISBN 978-3-926893-37-6